# Joe 90
Joe 90 est une série télévisée britannique en trente épisodes de 25 minutes, créée par Sylvia et Gerry Anderson et diffusée entre le 29 septembre 1968 et le 20 avril 1969 sur ATV.
Au Québec, elle a été diffusée à partir du 11 septembre 1970 à la Télévision de Radio-Canada, puis rediffusée à partir du 4 septembre 1975 sur le réseau TVA, et en France, en 1996 sur Série Club.

## Synopsis
En 2012-2013, le professeur Ian McClaine a opéré son fils adoptif de neuf ans, Joe, et lui a intégré un véritable ordinateur à la place du cerveau. L'enfant travaille pour les services du World Intelligence Network.

## Distribution (voix originales)
- Len Jones (en) : Joe McClaine
- Rupert Davies : Professeur Ian McClaine
- Keith Alexander : Sam Loover
- David Healy : Shane Weston

## Épisodes
1. The Most Special Agent
2. Most Special Astronaut
3. Project 90
4. Hi-Jacked
5. Colonel McClaine
6. The Fortress
7. King for a Day
8. International Concerto
9. Spashdown
10. Big Fish
11. Relative Danger
12. Operation McClaine
13. The Unorthodox Shepherd
14. Business Holiday
15. Arctic Adventure
16. Double Agent
17. Three's a Crowd
18. The Professional
19. The Race
20. Talkdown
21. Breakout
22. Child of the Sun God
23. See You Down There
24. Lone-Handed 90
25. Attack of the Tiger
26. Viva Cordova
27. Mission X-41
28. Test Flight
29. Trial at Sea
30. The Birthday

## DVD
- Royaume-Uni :

La série a été éditée par Network en Grande Bretagne.
- Joe 90 Complete Box Set Coffret 5 DVD sorti le 30 septembre 2002. Le ratio écran est en 1.33:1 plein écran 4:3 en version anglaise uniquement. Aucun sous-titres disponibles. En bonus des bandes annonces de l'éditeur, des biographies des acteurs doubleurs, une galerie d'images ainsi que des notes de production. Il s'agit d'une copie Zone 2 Pal. (ASIN B00006FI5Z)
- États-Unis :

La série a été éditée chez A&E Home Vidéo.
- Joe 90 The Complete Series Coffret 4 DVD sorti le 29 juillet 2003. Le ratio écran est en 1.33:1 plein écran 4:3 en version anglaise uniquement. Aucun sous-titres disponibles. Les bonus sont identiques à l'édition anglaise Network. Il s'agit d'une copie Zone 1 NTSC. (ASIN B00009RXJO)
La série a été éditée chez Timeless Media.
- The Gerry Anderson Collection : Joe 90 The Complete Series Digipack 4 DVD sorti le 14 avril 2015. Cette sortie est identique à celle d'A&E Home Vidéo. Il s'agit d'une copie Zone 1 NTSC. (ASIN B00S4YGWC4)
- Canada :

La série a été éditée en version française par Imavision.
- Joe 90 Coffret 4 DVD sorti le 25 mai 2004. Cette sortie contient simplement la biographie des personnages et une galerie de photographies comme suppléments. Il s'agit d'une copie Zone 1 NTSC. (ASIN B00028COFY)